# 飯山宏一
飯山 宏一（いいやま こういち）は、日本の電子工学者。金沢大学教授、理工研究域フロンティア工学長、新学術創成研究科長。

## 人物・経歴
1985年　金沢大学工学部電子工学科卒
1987年　金沢大学工学研究科電子工学専攻博士前期課程修了、横河・ヒューレット・パッカード（後の日本ヒューレット・パッカード）入社。
1990年～1991年　金沢大学工学部,助手
1993年　金沢大学工学部, 助手
1994年　金沢大学自然科学研究科, 助手
1994年　金沢大学大学院櫟然科学研究所, 助手
1994年　金沢大学大学院自然科学研究科, 助手
1996年～1997年　金沢大学工学部, 助教授
2001年　金沢大学自然科学研究科, 助教授
2005年～2006年　金沢大学自然科学研究科, 助教授
2007年   金沢大学自然科学研究科, 准教授
2008年   金沢大学電子情報学系, 准教授
2012年～2014年　金沢大学電子情報学系, 教授
2017年　金沢大学電子情報学系, 教授
2018年～2020年   金沢大学フロンティア工学系, 教授

## 受賞
- 2013年 最優秀ポスター賞 (4th International Symposium on Organic and Inorganic Electronic Materials and Related Nanotechnologies)
- 2014年 最優秀論文賞 (2nd International Conference on Electronic Design)
- 2016年 特別賞（International Symposium on Optical Memory 2016）